# ぎんさん四姉妹
ぎんさん四姉妹（ぎんさんよんしまい）あるいはぎんさんの娘四姉妹（ぎんさんのむすめ よんしまい）は、長寿の双子姉妹として知られたきんさんぎんさんの妹・蟹江ぎんの娘四人の総称である。

## 来歴
四姉妹とも大正時代の生まれであり、愛知県名古屋市南区出身。2017年5月当時、名古屋市内や名古屋近郊に四姉妹とも居住していた。
幼くして亡くなった次女・栄を除き4人全員が90歳を超える長寿であった。2014年に長女・年子が、2018年には三女・千多代が、それぞれ満100歳を迎えたが、四女・百合子は2017年に95歳で死去、五女・美根代は2018年に95歳で死去している。
「ぎんさんの娘」という話題性や彼女達の矍鑠さ、会話の歯切れの良さなどが注目を集め、2011年（平成23年）ごろから、メディアに登場するようになっていた。
2023年に三女・千多代が死去。これにより、ぎんさん四姉妹は全員が故人となった。
きんには4男7女の11人の子が居り、ぎんの5人の娘と合わせて全員で16人居るが、ぎんの三女である千多代の死去により、2人の子で存命なのはきんの4男である幸男（2024年2月現在93歳）のみとなった。

## 四姉妹
矢野年子（やの としこ、長女、1914年（大正3年）4月14日 - 没年月日非公表）
趣味は料理で、チャーハンが好物。没年は公表されていないが、妹の千多代より前（2018年12月から2023年10月の間）に亡くなった。
津田千多代（つだ ちたよ、三女、1918年（大正7年）10月21日 - 2023年（令和5年）10月）
口が達者で、毒舌と評判。2023年10月、誕生日を迎えた後に105歳で死去。
佐野百合子（さの ゆりこ、四女、1921年（大正10年）5月18日 - 2017年（平成29年）4月）
趣味は、園芸、庭いじり。2017年4月死去。95歳没。
蟹江美根代（かにえ みねよ、五女、1923年（大正12年）10月1日 - 2018年（平成30年）12月17日）
四姉妹の中で唯一の自動車免許を所持しており、運転も上手と評判だった。晩年は娘の説得を受け、車の運転をせず、買い物などに自転車を利用していた。蟹江家は美根代の夫が婿養子となった。2018年12月17日直腸がんのため死去。95歳没。

## 出演番組
- 徹子の部屋（テレビ朝日系、2012年2月20日に出演。母のぎんは1992年と1998年に伯母の成田きんと共に出演しており、親子出演となった）[11]

## 出演広告
- ダスキン（2018年。1991年に母と伯母が起用された広告のリバイバルとして三女・千多代と五女・美根代が出演）[12]